# Río Waveney
El río Waveney es un corto río de la vertiente del mar del Norte de Inglaterra, que marca el límite entre los condados de Suffolk y Norfolk, y que discurre en gran parte de su recorrido por el parque nacional The Broads. Desagua en el lago mareal de Breydon Water, en la sección final del río Yare (Inglaterra). La parte «–ey» del nombre significa «río», por lo que sería un tautopónimo.

## Curso
El río Waveney nace en un valle situado en el lado este de la carretera B1113, entre los pueblos de Redgrave (Suffolk) y South Lopham (Norfolk). El foso del otro lado de la carretera es el nacimiento del río Little Ouse, que continúa el límite del condado y, a través del Great Ouse, llega al mar en King's Lynn. Por ello, se afirma que durante los periodos de fuertes lluvias Norfolk puede considerarse una isla. La explicación de esta rareza es que el valle por el que corren los ríos no fue formado por éstos, sino por el agua proveniente del lago Fenland, un lago periglacial cdel período glacial devensiano, hace quince o veinte mil años. La capa de hielo cerró el drenaje natural del valle de Pickering, del Humber y de The Wash, de modo que se formó un lago de forma compleja en el valle de Pickering, en el valle del Ouse de Yorkshire,en  el valle inferior del Trent y en la cuenca de Fenland. Ese valle tenía su aliviadero en la cuenca sur del mar del Norte, y de ahí, a la cuenca del canal de la Mancha.
El río nace a una altitud de unos 25 metros y fluye en dirección este a través de las ciudades de Diss, Bungay y Beccles. Desde su nacimiento forma el límite sur de Bressingham y Roydon antes de llegar a Diss. En Scole es atravesado por una calzada romana, con la moderna circunvalación A140 justo al este. En Billingford hay una presa y el molino de viento de Billingford está situado un poco al norte del río. Más allá del puente de Billingford, el río Dove, que fluye hacia el norte desde Eye, se une en la orilla sur, el sendero Mid Suffolk Footpath lo cruza y el río desciende por debajo de la cota de 20 metros en otra presa. Gira hacia el noreste para llegar a Brockdish y Needham antes de pasar al sur de Harleston. Hay varios lagos en la orilla sur, el mayor de los cuales cubre 40 ha, que en su día fueron graveras de Weybread, pero que ahora se utilizan para la pesca.
Bajo los lagos se encuentran los restos de un priorato cluniacense y la extensa zona drenada de Mendham Marshes. Mendham, que es el lugar de nacimiento del artista Alfred Munnings, se encuentra en la orilla de Suffolk, Wortwell está en Norfolk y Homersfield, de nuevo, en Suffolk. En 1869 se construyó aquí el puente de Homersfield, uno de los primeros puentes construidos con hormigón y hierro. Fue encargado por sir Shafto Adair, tenía una luz de 15 metros y se adelantó varios años a la introducción del verdadero hormigón armado. En la actualidad es el puente de hormigón más antiguo de Inglaterra y es una estructura catalogada de grado II*. El tráfico rodado fue desviado a un nuevo puente en 1970 y fue adquirido por el Consejo del Condado de Norfolk en 1994. Lo cedieron al Norfolk Historic Buildings Trust, que gestionó su restauración en 1995, financiada con subvenciones de English Heritage, Blue Circle Industries y los ayuntamientos del condado, el distrito y la localidad. Frente a Homersfield, en el lado de Norfolk, se encuentran las parroquias de Alburgh, Denton y Earsham. A continuación, en la orilla de Suffolk, se encuentra Flixton, The Saints, donde se encuentra una base de bombarderos de la USAF de la Segunda Guerra Mundial y el Museo de la Aviación de Norfolk y Suffolk. En Earsham, el Otter Trust tenía uno de sus tres centros en el Reino Unido, que se inauguró en 1978 y cerró en 2006, tras haber conseguido aumentar el número de nutrias en el río.
En Bungay, la histórica cabecera de la navegación, el Waveney forma un amplio meandro en forma de codo, dibujando la frontera entre Norfolk y Suffolk. Dentro de este bucle se encuentra el campo de golf de Bungay y el Valle de Waveney, de larga tradición. A continuación, en la ribera de Norfolk, se encuentran Ditchingham, Broome y Ellingham antes de Geldeston, donde hay un pub aislado junto al emplazamiento de una esclusa, ahora sustituida por una compuerta. Este es el límite actual de la navegación para las embarcaciones más grandes que un bote de remos o una barca de remos, y en este punto el Waveney se convierte en un río de marea. Un poco más adelante hay un dique que conduce al pueblo. En el lado de Suffolk se encuentran las parroquias de Mettingham. Shipmeadow y Barsham. En el lado de Norfolk está Gillingham. Aunque el viejo puente de la ciudad restringe aquí la navegación a las embarcaciones con un calado inferior a 1,98 m, su muelle cambia bruscamente la naturaleza del río, que pasa de ser un suave elemento rural a una puerta al mar del Norte. Beccles fue un puerto pesquero durante muchos años y los padres de lord Nelson se casaron en la iglesia de San Miguel. A continuación, el río serpentea pasando por Barnby Broad y Marshes SSSI y Burgh St Peter hasta llegar a Somerleyton. Aquí el Oulton Dyke se bifurca en el Waveney hasta Oulton Broad en dirección a Lowestoft. Una esclusa marítima, conocida como Mutford Lock, separa el agua dulce del agua de mar y une Oulton Broad con el lago Lothing y el mar del Norte. Esta esclusa está gestionada por Sentinel Enterprises Limited y permite el paso del tráfico.
En Somerleyton, la línea de ferrocarril de Lowestoft a Norwich cruza el Waveney mediante un puente giratorio, mientras que en St Olaves, el canal de Haddiscoe se desvía a la izquierda para conectar los ríos Yare y Waveney. El canal fue excavado en el siglo XIX para proporcionar una ruta directa entre los muelles de Lowestoft y Norwich. Por último, el Waveney fluye más allá de la localidad de Burgh Castle para desembocar en Breydon Water, en la confluencia de los dos ríos. Entonces forma parte del río Yare (Inglaterra) y llega al mar en Great Yarmouth.
Hubo una versión especial del wherry de Norfolk en uso en el Waveney, con barcos que no medían más de 21 por 5 m. También había wherries a vapor.